# 류길재
류길재(柳吉在, 1959년 1월 15일~2020년 8월 15일)는 대한민국의 제37대 통일부 장관이다.
1959년에 서울에서 태어났으며, 용문고등학교에서 수학했다. 고려대학교에서 정치외교학과를 나온 그는 그 이후 고려대학교 일반대학원 정치외교학과에서 석사(1987), 박사(1995) 학위를 취득했다.
1987년부터 경남대학교 극동문제연구소에서 연구원과 연구교수로 재직한 바 있다. 1998년 경남대학교 북한대학원 교수로 임용되었으며, 2005년 경남대 북한대학원이 북한대학원대학교로 개편되면서 북한대학원대학교 소속으로 변경되었다. 1997년과 2010년~2011년에는 미국 우드로우 윌슨 센터(The Woodrow Wilson International Center for Scholars)에서 한반도 냉전사 관련 연구에 참여한 바 있다. 한국정치학회와 한국국제정치학회에서 임원으로 활동하였으며, 북한연구학회 총무이사를 역임하였다. 2013년에는 북한연구학회 회장으로 취임하였다.
2011년 국가미래연구원에 참여하여 새누리당 박근혜 후보의 대북 정책 기조인 '한반도 신뢰프로세스' 입안에 기여하였다. 2013년 2월 17일 박근혜 정부의 첫 번째 통일부장관 내정자로 지명되었으며 3월 11일에 임명되어 재직하다 2015년 3월 13일에 퇴임하였다.
2020년 8월 15일 암 투병 끝에 사망하였다.

## 가족
- 장녀: 류진솔
- 차녀: 류예솔
- 동생: 류영재